# Hitman: Absolution
Hitman: Absolution este un joc de stealth, dezvoltat de IO Interactive și publicat de Square Enix. Este al cincilea joc din seria Hitman. Înainte de lansare, dezvoltatorii au declarat că Absolution va fi mai ușor de jucat și mai accesibil, în timp ce aspectele hardcore ale francizei vor fi păstrate și ele. Jocul s-a lansat pe 20 noiembrie 2012 (fiind a 47-a săptămână a anului, s-a făcut referire la protagonist, Agent 47) pentru Microsoft Windows, PlayStation 3 și Xbox 360. Pe 15 mai 2014, Hitman: Absolution — Elite Edition s-a lansat pentru platforma OS X de Feral Interactive; conține toate DLC-urile lansate anterior, inclusiv Hitman: Sniper Challenge, un documentar despre realizarea jocului și niște benzi desenate de 72 de pagini.
Hitman: Absolution a primit cu recepții mixte. Comentariile pozitive au fost asupra graficii, mediului și locațiilor jocului, precum și asupra opțiunilor variate de gameplay. Cu toate acestea, mulți critici au spus că acesta nu se "simte" ca un joc Hitman. Până în martie 2013, jocul a vândut peste 3,6 milioane de copii.

## Gameplay
Jocul este jucat din perspectiva third-person. Jucătorul îl controlează pe Agent 47, un asasin profesionist. Gameplay-ul este similar cu restul jocurilor Hitman; este un joc de stealth, dar care conține și acțiune. Jucătorii pot alege cum să joace fiecare nivel, existând diferite căi pentru a ajunge către o țintă sau o locație. Jucătorii pot folosi pistoale, sticle sau cărămizi, puști, shotgun-uri, fire de fibră, sau țevi de fier, dacă vor opta pentru o abordare orientată pe acțiune, sau, dacă vor opta pentru o abordare orientată pe stealth, pot folosi deghizări sau se pot amesteca în public, pentru a ataca țintele propuse. Agent 47 are și abilitatea 'Instinct', care lasă jucătorul să monitorizeze inamicii mai ușor. Există și moduri prin care țintele pot fi asasinate sau distrase cu ajutorul mediului; jucătorii pot folosi otrăvuri pentru a le pune în cafele, pot trage de manete ca diferite  obiecte să cadă și, eventual, să se spargă, pot cauza o explozie la o benzinărie, pot începe un incendiu, sau pot aprinde artificii. Jucătorii completează capitole pentru a progresa. Diferite locații ale jocului includ o librărie, un club de striptease, un magazin de arme, o arenă de wrestling, un tribunal și un hotel.
Jocul introduce o opțiune online, numită 'Contracts', unde jucătorii pot crea propriile misiuni pentru ca ceilalți jucători să le completeze. Jucătorii aleg una dintre zonele jocului și o modifică pentru a crea un nivel diferit. Jucătorii pot schimba locația, pot adăuga sau pot înlătura iteme, pot alege un obiectiv sau pot adăuga o țintă, pot seta un timp-limită, sau pot alege ce zone ale locației să fie indisponibile.

## Sinopsis
După evenimentele din Hitman: Blood Money, Diana Burnwood, prietena lui Agent 47 (David Bateson) de la International Contract Agency, dispare din senin, sabotând Agenția. Acestea se reformează sub Agent Benjamin Travis; Travis îl însărcinează pe 47 cu asasinarea lui Diana și aducerea  Victoriei (Isabelle Fuhrman), o adolescentă în grija ei, la Agenție. 47, odată ajuns la casa ei, o împușcă și o rănește pe Diana, evitând executarea acesteia, iar ea îi dă o scrisoare și îl roagă pe agent să o protejeze pe Victoria de Agenție.
47 o ascunde pe Victoria la un orfelinat catolic din Chicago și contactează un informator al International Contract Agency (ICA), numit Birdie, care îi spune să asasineze un gangster înstărit, numit The King of Chinatown. După eliminarea acestuia, 47 se întâlnește cu Birdie, care îi spune despre Blake Dexter (Keith Carradine), CEO al Dexter Industries, care ar putea să aibă informații despre Victoria. Sub formă de plată, 47 este forțat să îi dea pistoalele Silverballers lui Birdie. 
47 află că Dexter se află în hotelul "Terminus". După ce îi evită pe oamenii lui Dexter, 47 află că Dexter plănuiește, împreună cu secretara lui, Layla, să o răpească pe Victoria și să i-o dăruiască celui mai bogat licitant. 47 încearcă să-l subjuge pe Sanchez, bodyguard-ul enorm al lui Dexter, dar își subestimează oponentul și este lăsat inconștient. Dexter se pregătește să-l omoare pe 47, dar îi cruță viața când observă că este un asasin al Agency. În acel moment, o menajeră intră și îl vede pe 47 întins pe jos, crezând că e mort. Dexter o omoară, îi dă arma lui 47, împrăștie alcool prin cameră, îl aprinde, după care pleacă cu Layla și Sanchez, lăsând camera în flăcări. 
Însărcinat de Dexter cu crima, 47 scapă din hotel și evită poliția. În timp ce scapă cu trenul, 47 îl contactează pe Birdie, care îi spune să se ducă la un club de striptease și să-l asasineze pe proprietar, Dom Osmond. Osmond lucrează ca informator pentru Blake Dexter, iar Birdie crede că acesta știe unde se află Victoria. 47 îl omoară pe Osmond, dar află printr-un mesaj de pe telefonul lui Osmond că Birdie este urmărit de Wade, un mercenar sociopat care lucrează pentru Dexter. 47 se grăbește să-l salveze pe Birdie, eliminând trei dintre oamenii lui Wade în Chinatown, în timpul unei celebrări masive de An Nou Chinezesc. Cu toate acestea, Wade reușește să ajungă la Birdie, care îi spune unde se află Victoria în schimbul vieții sale. Realizând că este prea târziu, 47 se îndreaptă imediat către orfelinat.
47 se duce la Victoria și află că ea este ținută în viață de colierul pe care îl poartă la gât. Wade și oamenii lui asediază orfelinatul și le omoară brutal pe călugărițe. Sora Mary, călugărița care conduce orfelinatul, îi spune lui 47 să o ducă pe Victoria în pivniță, unde ea se va întâlni cu cei doi. Liftul care duce în pivniță se oprește pe drum, iar 47 este obligat să-i repare siguranțele. După ce repară liftul, 47 o aduce pe Victoria exact în mâinile lui Wade. El o răpește pe Victoria și îl forțeză pe Lenny Dexter, fiul handicapat al lui Blake, să o omoare pe sora Mary. 47 îl urmărește pe Wade și, în cele din urmă, îl omoară, dar este prea târziu pentru a o salva pe Victoria din mâinile lui Lenny, care o răpește. 47 află de la Wade locul unde a fost dusă Victoria - Hope, Dakota de Sud - și îl lasă să moară, din cauza rănilor.
Între timp, Birdie îl abordează pe Dexter și se oferă de a o duce pe Victoria înapoi la agenție, dar este refuzat. În semn de răzbunare, Birdie îl informează pe asistentul lui Travis, Jade Nguyen, despre locația lui 47, dar informează și pe 47 despre locația lui Dexter, sperând să profite de pe urma situației. După sosirea în Hope, 47 își recuperează pistoalele Silverballers, după ce Birdie l-a informat asupra locației lor. Mai târziu, 47 îi omoară pe oamenii lui Lenny și îl interoghează pe acesta. Jucătorul îl duce, apoi, în deșert, iar acesta poate alege să-l omoare sau să-l lase să trăiască. Aflând de la Lenny că Victoria se află la sediul Dexter Industries, 47 se infiltrează în fabrică și distruge toate cercetările făcute asupra ei, și descoperă că Victoria este, de fapt, o clonă de inginerie genetică, creată pentru a fi un asasin profesionist, la fel ca el; cu toate acestea, ea posedă abilitățile unui asasin doar atunci când poartă colierul. 47 îl omoară pe Sanchez după o luptă în cușcă, aflând de la el că Victoria a fost dusă înapoi în Hope. Recuperându-se la un motel, 47 supraviețuiește unui atac al ICA, conduse de The Saints – călugărițe de elită în îmbrăcăminte de piele.
Infiltrându-se în închisoarea din Hope, 47 ajunge la Victoria, dar este subjugat de șeriful local corupt, Clive Skurky, care lucrează cu Dexter. ICA, condusă de Travis, ajunge în oraș, dorind să o prindă pe Victoria și să-l omoare pe 47; dar ea este de negăsit, în timp ce 47 scapă din închisoare și de Agenție. El îl confruntă pe Skurky, care este rănit, într-o biserică, cerând locația Victoriei. Skurky îi spune lui 47 că ea se află la Blackwater Park, după care moare, din cauza rănilor. Travis plătește recompensa de 10 milioane de dolari pentru Victoria, dar Dexter nu se ține de cuvânt și păstrează atât fata, cât și banii. 47 ajunge la hotelul lui Dexter și o omoară pe Layla, după ce aceasta a încercat să-l seducă. Dexter, neștiind că Layla a fost ucisă, amenință că va distruge acoperișul dacă ea nu va ajunge acolo în cinci minute. În timp ce Dexter era pe cale să părăsească clădirea cu ajutorului unui elicopter, 47 îl rănește mortal. 47 o salvează pe Victoria, în timp ce Dexter, cu ultimele sale cuvinte, își cere scuze față de Lenny și cere banii. Victoria, dezgustată de aceste cuvinte, deschide servieta cu bani și îi aruncă asupra lui. 47 și Victoria pleacă de la hotel. 47 află din scrisoarea Dianei că Travis a creat-o pe Victoria fără cunoștința agenției; tot în scrisoare, ea îi cere lui 47 să-l omoare pe Travis pentru a o proteja pe Victoria. În urmărirea lui, care îl duce în Anglia, 47 află că ICA exhuma osemintele familiei Burnwood, crezând că moartea Dianei a fost falsificată. După ce l-a asasinat gărzile personale ale lui Travis, the Praetorians, dar și pe Jade, 47 îl găsește pe Travis, care îl întreabă dacă Diana este moartă. 47 refuză să răspundă și îl omoară pe Travis. În timpul scenei finale, 47 se uită spre Diana și Victoria din depărtare, după care primește un mesaj de la Diana în care îi urează bun venit înapoi în agenție, dezvăluind că 47 a tras un glonț neletal. Victoria consideră îndepărtarea colierului pentru a preveni rănirea celorlalți, iar Diana îi spune să facă ce are de făcut. O ultimă scenă arată cum Birdie îi oferă informații lui 47 despre Cosmo Faulkner, un detectiv care îi investighează cazul.

## Dezvoltare
Cu toate că planurile pentru continuarea francizei Hitman au apărut încă din 2007, Eidos a confirmat abia în mai 2009 faptul că jocul se află în stadiul de dezvoltare. Anumite detalii despre povestea jocului au apărut în 2009, acestea spunând că Agent 47 va începe dintr-un punct în care va trebui să se refacă pe el însuși. Pe 20 aprilie 2011, Square Enix a înregistrat marca Hitman: Absolution în Europe, ceea ce a îndemnat site-urile să speculeze că acesta va fi numele noului joc Hitman. Pe 6 mai 2011, a fost lansat primul trailer, care a confirmat numele ca fiind Hitman: Absolution.  Trailerul arată cum Agent 47 atașează un amortizor asupra legendarului său pistol, Silverballer. S-a anunțat că jocul va fi "familiar și, cu toate acestea, diferit față de anterioarele jocuri Hitman." Pe 9 octombrie 2011, un trailer complet al jocului, numit "Run for Your Life", a fost lansat.

## Coloana sonoră
Coloană sonoră a jocului este compusă de Thomas Bärtschi, Peter Kyed, Peter Peter și Dynamedion, care l-au înlocuit pe compozitorul anterior, Jesper Kyd.